# Elli Schmidt
Pour les articles homonymes, voir Schmidt.
Elli Schmidt, née le 9 août 1908 à Berlin et morte le 30 juillet 1980 dans la même ville, est une femme politique est-allemande. Membre du Parti communiste d'Allemagne (KPD) puis du Parti socialiste unifié d'Allemagne (SED), elle est présidente de la Ligue démocratique des femmes d'Allemagne (DFD) entre 1949 et 1953.

## Biographie
Fille d'un policier, elle naît à Berlin-Wedding. Après avoir fréquenté l'école primaire, elle apprend le métier de couturière de 1922 à 1926, exerçant cette profession jusqu'en 1932. En 1926, elle rejoint le club sportif ouvrier (de) Fichte puis en 1927 la Ligue des jeunes communistes d'Allemagne. Membre du Parti communiste d'Allemagne (KPD), elle appartient à la direction du parti pour le district de Berlin-Brandebourg. De 1932 à 1934, elle fréquente l'École internationale Lénine de l'Internationale communiste à Moscou. En 1933, le parti nazi arrive au pouvoir et transforme le pays en dictature. Jusqu'en 1937, elle travaille illégalement pour le KPD en Allemagne, en tant qu'instructrice syndicale pour le district de Niederrhein. De 1935 à 1946, elle est la seule femme membre du Comité central du KPD. De 1937 à 1940, elle est membre de la direction du KPD à Prague et à Paris, après quoi elle vit en URSS, où, sous le pseudonyme d'Irene Gärtner, elle travaille comme employée des programmes féminins de la station de radio germanophone antinazie Deutscher Volkssender ainsi que du Comité national pour une Allemagne libre.
Après son retour en Allemagne en 1945, elle est membre du Comité central du KPD et cosignataire de l'appel du KPD de juin 1945. Elle préside également le Comité des femmes du conseil municipal du Grand Berlin. De 1945 à 1946, elle est membre de la direction du KPD pour le Grand Berlin. Elle devient membre du Parti socialiste unifié d'Allemagne (SED), le successeur du KPD. De 1946 à 1953, elle est membre du comité exécutif du parti et du secrétariat central du SED. D'avril 1946 à mai 1949, elle dirige le secrétariat des femmes du SED, en tandem avec Katharina Kern.
En 1947, elle devient membre du bureau de la Ligue démocratique des femmes d'Allemagne (DFD). En 1948, elle devient présidente de la section berlinoise et l'année suivante présidente au niveau national. Elle est aussi membre de l'exécutif de la Fédération démocratique internationale des femmes et députée est-allemande à la Chambre du peuple (Volkskammer) de 1950 à 1954. En 1950, elle est candidate au Politburo du Comité central du SED.
En 1953, en raison de ses critiques envers Walter Ulbricht et de son soutien à Wilhelm Zaisser et à Rudolf Herrnstadt, elle est relevée de ses fonctions dirigeantes au SED et au DFD et expulsée du Comité central du SED en 1954. Jusqu'en 1967, elle travaille comme directrice de l'Institut de la culture de la mode (Instituts für Bekleidungskultur, plus tard Deutsches Modeinstitut). Le 29 juillet 1956, elle est réhabilitée par le Comité central du SED.

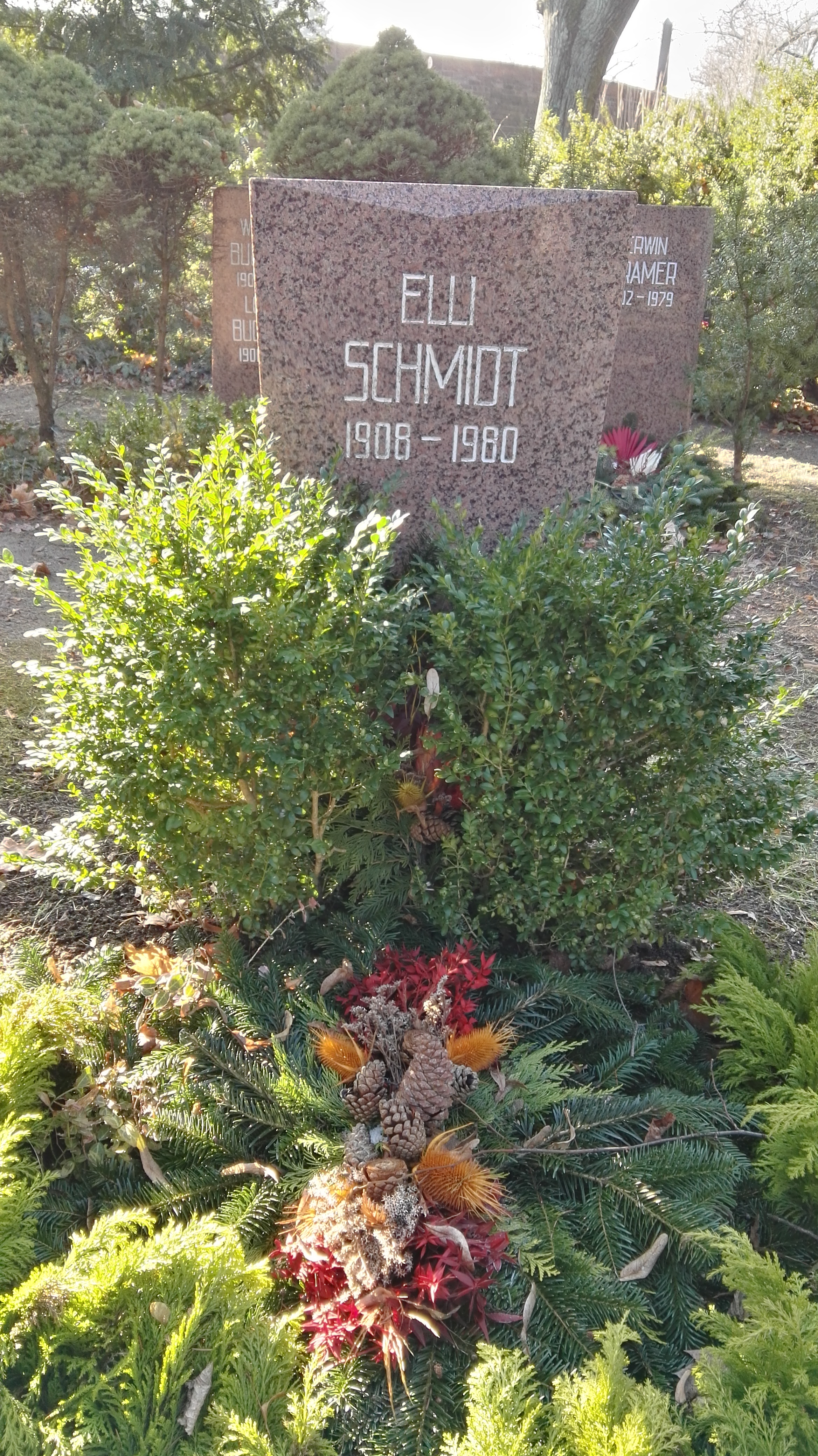
Tombe au cimetière central de Berlin-Friedrichsfelde.

Elle meurt en 1980. Elle est enterrée dans le mémorial socialiste du cimetière central de Berlin-Friedrichsfelde.

## Vie privée
Elle vit avec l'homme politique Anton Ackermann jusqu'en 1949. Le couple a deux enfants.

## Décorations
En 1965, elle est décorée de l'ordre du Mérite patriotique (grade « or », puis « Ehrenspange » en 1968) puis en 1978 de l'ordre de Karl-Marx.